# Булгаков, Павел Георгиевич
Павел Георгиевич Булгаков (7 июля 1927 года, Ташкент — 28 октября 1993 года, Ташкент) — советский филолог-арабист, один из крупных учёных востоковедов, видный исследователь и переводчик средневековых памятников арабоязычной литературы народов Средней Азии и Ближнего Востока, историк средневековой восточной астрономии, географии и математики, арабским рукописям, жизни и творчеству Беруни, Ибн Сины и других средневековых учёных Востока, член-корреспондент АН Узбекистана, заслуженный деятель науки РУз, лауреат Государственной премии РУз в области науки и техники им. Беруни, доктор филологических наук, профессор.

## Биография
Родился 7 июля 1927 года в Ташкенте в семье учёного.
В 1944—1945 годах находился на службе в армии (авиационная школа). В 1951 году он окончил восточный факультет Ленинградского государственного университета (ЛГУ) по кафедре арабской филологии. В 1954—1957 годах был преподавателем восточного факультета ЛГУ, в 1957—1964 годах — председателем ССОД в ОАР, с 1964 года был старшим научным сотрудником, с 1971 года — заместитель директора по науке, а с 1987 года — главным научным сотрудником Института востоковедения им. Беруни АН РУз.
В 1954 году П. Г. Булгаков защитил кандидатскую диссертацию «Сведения арабских географов IX — начала X века о маршрутах и городах Средней Азии», а в 1967 году — докторскую на тему «Геодезия» Абу Райхана Беруни". В 1977 году ему было присвоено учёное звание профессора, а в 1979 году П. Г. Булгаков был избран членом-корреспондентом АН РУз.
Автор более чем 60 научных трудов, посвящённых исторической географии Средней Азии, историк средневековой восточной астрономии, географии и математики, арабским рукописям, жизни и творчеству Беруни, Ибн Сины и других средневековых учёных Востока. Он — издатель арабского текста, исследования и научно комментированного перевода «Геодезия» Беруни (1962, 1966), автор исследования и перевода «Канона Мас’уда» Беруни. Избранные произведения. Т. VII. Математические и астрономические трактаты" (1987). «Комментарий Кази-заде ар-Руми на „Компендий“ по астрономии ал-Чагмини» (1992), участник I и II русских изданий «Канона врачебной науки» Ибн Сины. Открыл новую для науки арабскую рукопись самаркандской энциклопедии «Место восхождения звёзд и средоточие наук» ан-Насафи. В последнее время занимался исследованием, переводом на русский язык и комментариями среднеазиатских разделов «ал-Камиль фи-т-тарих» Ибн ал-Асира.
В 1971 году П. Г. Булгакову вместе с рядом других учёных была присуждена Государственная премия Узбекистана им. Беруни за цикл научных исследований и научно комментированных переводов трудов Беруни.
П. Г. Булгаков был участником многих научных сессий, симпозиумов, конференций, в том числе II конференции семитологов (Тбилиси, 1966), Всесоюзной конференции по истории науки в Средней Азии (Душанбе, 1967) и других.
Свою научную работу П. Г. Булгаков успешно сочетал с научно-организационной и научно-педагогической деятельностью. Под его руководством защищено более 10 докторских и кандидатских диссертаций.
Скончался 28 октября 1993 года после тяжёлой болезни, похоронен на Домбрабадском кладбище.

## Работы
- Сокращение «Канона» Авиценны в собраниях арабских рукописей ГПБ им. М. Е. Салтыкова-Щедрина // Вост. сб. Л., 1957. Вып. 2.
- «Вторая записка» арабского путешественника X века Абу Дулафа // Сов. востоковедение. 1957. № 3 (в соавт. с А. Б. Халидовым).
- Арабские рукописи собрания Ленинградского государственного университета // Памяти академика Игнатия Юлиановича Крачковского. Л., 1958 (в соавт. с В. И. Беляевым).
- Вторая записка Абу Дулафа. М., 1960 (в соавт. с А. Б. Халидовым).
- Издание критического текста // аль-Бируни. Избр. произв. Каир, 1962.
- Из арабских источников о Мерве // Тр. Южнотуркменист. археол. комплекс. экспедиции (ЮТАКЭ). 1963. Т. 12.
- Бируни и его «Геодезия» // аль-Бируни. Избр. произв. Ташкент, 1966. Т. 3.
- Булгаков П. Г. Жизнь и труды Беруни / Институт востоковедения им. Абу Райхана Беруни. — Ташкент: Фан, 1972. — 430 с.
- Абу Райхон Беруни. Ташкент, 1973 (на узб. яз.).
- «Канон Мас?уда»: (кн. 1-5) // аль-Бируни. Избр. произв. Ташкент, 1973. Т. 5.
- Беруни и Хорезми // Математика и астрономия в трудах ученых средневекового Востока. Ташкент, 1977.
- Баратов М. Б.; Булгаков П. Г.; Каримов У. И. Абу Али Ибн Сина: к 1000-летию со дня рождения. — Ташкент: Фан, 1980. — 248 с.
- Гений, перешагнувший века. Ташкент, 1983 (в соавт. с Э. Ю. Юсуповым, А. А. Ахмедовым)[3].
- Булгаков П. Г.; Розенфельд Б. А.; Ахмедов А. А. Мухаммад ал-Хорезми: около 783 — около 850. — М.: Наука, 1983.
- Материалы по истории и истории науки и культуры народов Средней Азии / составители: Павел Георгиевич Булгаков, Усмон Каримов. — Ташкент: Фан, 1991. — 337 с.
- Nerazik E. E.; Bulgakov P. G. Khwarizm // History of civilizations of Central Asia (англ.) / edited by B. A. Litvinsky. — Paris: UNESCO Publishing, 1996. — Vol. III: The crossroads of civilizations: A.D. 250 to 750. — С. 207—231. — ISBN 92-3-103211-9.